# Condado de Beaver (Oklahoma)
El condado de Beaver (en inglés: Beaver County), fundado en 1890, es un condado del estado estadounidense de Oklahoma. En el año 2000 tenía una población de 5.857 habitantes con una densidad de población de 1,25 personas por km². La sede del condado es Beaver.

## Geografía
Según la oficina del censo el condado tiene una superficie total de 4708 km² (1817,8 mi²), de los que 4699 km² (1814,3 mi²) son tierra y 8 km² (3,1 mi²) (0,18%) son agua.

### Condados adyacentes
- Condado de Harper - este
- Condado de Ellis - sureste
- Condado de Lipscomb - sur
- Condado de Ochiltree - suroeste
- Condado de Texas - oeste
- Condado de Seward - noroeste
- Condado de Meade - norte
- Condado de Clark - noreste

### Principales carreteras y autopistas
- U.S. Autopista 64
- U.S. Autopista 83
- U.S. Autopista 270
- U.S. Autopista 412
- Autopista estatal 3
- Autopista estatal 23

## Demografía
Según el censo del 2000 la renta per cápita media de los habitantes del condado era de 36.715 dólares y el ingreso medio de una familia era de 41.542 dólares. En el año 2000 los hombres tenían unos ingresos anuales 31.013 dólares frente a los 20.162 dólares que percibían las mujeres. El ingreso por habitante era de 17.905 dólares y alrededor de un 11,70% de la población estaba bajo el umbral de pobreza nacional.

## Ciudades y pueblos
- Beaver
- Forgan
- Gate
- Knowles